# موریتس بروشینسکی
موریتس بروشینسکی (انگلیسی: Moritz Broschinski؛ زادهٔ ۲۳ سپتامبر ۲۰۰۰) بازیکن فوتبال اهل آلمان است.
از باشگاه‌هایی که در آن بازی کرده‌است می‌توان به باشگاه فوتبال انرژی کوتبوس اشاره کرد.